# Alcis nudipennis
Alcis nudipennis là một loài bướm đêm trong họ Geometridae.